# John Cornell
Pour les articles homonymes, voir Cornell.
 (juillet 2021).
Si vous disposez d'ouvrages ou d'articles de référence ou si vous connaissez des sites web de qualité traitant du thème abordé ici, merci de compléter l'article en donnant les références utiles à sa vérifiabilité et en les liant à la section « Notes et références ».
John Cornell est un scénariste, producteur et réalisateur australien né le 2 février 1941 à Kalgoorlie (Australie-Occidentale) et mort le 23 juillet 2021 à Byron Bay (Nouvelle-Galles du Sud).

## Biographie
John Cornell fut aussi l'agent de Paul Hogan et du joueur de cricket Dennis Lillee. Très impliqué dans le développement du cricket, il fut l'un des artisans de la création du World Series Cricket.
Marié et divorcé deux fois, il épouse en 3èmes noces en 1977, l'actrice et présentatrice de télévision australienne Delvene Delaney (en), avec qui il a eu deux filles, Allira et Liana Cornell, elle-même devenue actrice et top-model. Il aussi une fille de son premier mariage, Melissa, née en 1970.
De 1990 à 2007, il a été propriétaire avec sa femme d'un hôtel à Byron Bay (Nouvelle-Galles du Sud).

### Mort
John Cornell est atteint de la maladie de Parkinson contre laquelle il reçoit un traitement à base de stimulation cérébrale profonde. Il en meurt le 23 juillet 2021 à l'âge de 80 ans.

## Filmographie

### Réalisateur
- 1988 : Crocodile Dundee 2
- 1990 : Un ange... ou presque

### Scénariste
- 1986 : Crocodile Dundee

### Producteur
- 1986 : Crocodile Dundee
- 1988 : Crocodile Dundee 2
- 1990 : Un ange... ou presque

### Télévision
Scénariste
- 1973 : The Paul Hogan Show (en) (1 épisode)

Producteur
- 1973 : The Paul Hogan Show (en) (1 épisode)

Acteur
- 1973 : The Paul Hogan Show (en)
- 1995 : The Upper Hand (en)

## Distinctions
Propositions de récompenses
- Oscar du cinéma :
  - Oscar du meilleur scénario original 1987 (Crocodile Dundee)
- Saturn Award :
  - Saturn Award du meilleur scénario 1987 (Crocodile Dundee)
- British Academy Film Awards :
  - British Academy Film Award du meilleur scénario original 1987 (Crocodile Dundee)